# 1983年日本

## 政府
- 天皇：裕仁
- 內閣總理大臣：中曾根康弘

## 大事記

### 1月
- 1月9日——眾議員中川一郎被發現陳屍於札幌的一間旅館裡。
- 1月11日——首相中曾根康弘訪問韓國，與總統全斗煥舉行會談。
- 1月12日－18日——中日双方关于日本在华孤儿赴日寻亲的事务协商在东京举行。

### 4月
- 4月15日——東京迪士尼樂園開幕。

### 6月
- 6月26日——第13屆日本參議院議員通常選舉。

### 7月
- 7月15日——任天堂Family Computer遊戲機在日本以14800日元的價格發售。

### 9月
- 9月1日——大韓航空007號班機空難，造成機上28名日本籍乘客罹難。[書籍 1]
- 9月5日——中、日、英、美的石油公司在中国南海合作勘探开发石油的合同在北京签署。
- 9月6日——中日关税协定在北京签署。

### 10月
- 10月13日——足球小將翼動畫在東京電視台首播。

### 11月
- 11月23日－30日——中共中央总书记胡耀邦访问日本。

### 12月
- 12月18日——第37屆日本眾議院議員總選舉進行投開票。

## 出生
- 1月19日——宇多田光，歌手。
- 6月8日——宮野真守，配音員、歌手。
- 6月8日——加藤英美里，配音員、歌手。
- 11月11日——鈴木達央，配音員、歌手。

## 逝世
- 1月9日——中川一郎，政治人物。
- 6月27日——谷垣專一，政治人物。